# Scott (Quebec)
| Scott                          |                         |
| Église Saint-Maxime, Scott.jpg |                         |
| Coordenadas: 46°30' N 71°04'W  |                         |
| Província                      | Quebec                  |
| Região administrativa          | Chaudière-Appalaches    |
| Incorporado em                 | 29 de março de 1995     |
| Prefeito                       | Yvan Leblond            |
|                                |                         |
| Área                           |                         |
| - Cidade                       | 32,91 km², 13,2 mi²     |
| Fuso horário                   | UTC -5                  |
| População (2006)               |                         |
| - Cidade                       | 1.777                   |
| - Densidade                    | 54 hab/km², 135 hab/mi² |

Scott é um município canadense do conselho municipal regional de La Nouvelle-Beauce, Quebec, localizada na região administrativa de Chaudière-Appalaches. Em sua área de pouco mais de 32 km², habitam cerca de mil pessoas.